# Ostrava Open
Ostrava Open, oficiálně jménem sponzora AGEL Open, byl profesionální tenisový turnaj žen hraný v Ostravě. Probíhal v podzimním termínu během září či října. Dějištěm se stala Ostravar Aréna s kapacitou pěti tisíc diváků, v níž se hrálo na dvorcích s tvrdým povrchem. V roce 2020 spadal do kategorie WTA Premier a od sezóny 2021 se řadil do kategorie WTA 500. 
Turnaj byl poprvé zařazen do kalendáře na podzim 2020 jako náhrada za zrušené Zhengzhou Open v důsledku pandemie covidu-19. V červenci 2021 pak bylo oznámeno konání druhého ročníku, když došlo opět ke zrušení asijské podzimní sezóny. Půlmetrová trofej prvních dvou ročníků, navržená designérem Janem Pančochou z firmy Lasvit, byla inspirována letem tenisového míčku. Lasvit zhotovil i trofeje pro další ročníky.
Generálním partnerem byl v letech 2020–2021 bankovní dům J&T Banka. V roce 2022 se jím stal středoevropský poskytovatel zdravotní péče AGEL podnikatele Tomáše Chrenka. Pořádající agenturou byla společnost Perinvest Tomáše Petery.

## Přehled finále

### Ženská dvouhra
| Rok  | vítězka            | finalistka          | výsledek           |
| ---- | ------------------ | ------------------- | ------------------ |
| 2020 | Aryna Sabalenková  | Viktoria Azarenková | 6–2, 6–2           |
| 2021 | Anett Kontaveitová | Maria Sakkariová    | 6–2, 7–5           |
| 2022 | Barbora Krejčíková | Iga Świąteková      | 5–7, 7–6(7–4), 6–3 |

### Ženská čtyřhra
| Rok  | vítězky                            | finalistky                             | výsledek |
| ---- | ---------------------------------- | -------------------------------------- | -------- |
| 2020 | Elise Mertensová Aryna Sabalenková | Gabriela Dabrowská Luisa Stefaniová    | 6–1, 6–3 |
| 2021 | Sania Mirzaová Čang Šuaj           | Kaitlyn Christianová Erin Routliffeová | 6–3, 6–2 |
| 2022 | Caty McNallyová Alycia Parksová    | Alicja Rosolská Erin Routliffeová      | 6–3, 6–2 |